# Стефан Янев
Стефан Дінчев Янев (болг. Стефан Динчев Янев; нар. 1 березня 1960 в Поповиці) — бригадний генерал болгарської армії у відставці.
12 травня — 13 грудня 2021 року виконував обов'язки віце-прем'єр-міністра, міністра оборони та прем'єр-міністра Болгарії.

## Раннє життя
Народився 1 березня 1960 року у Поповиці Пловдивської області.
В 1979 році закінчив Технічну школу електротехніки в м. Пловдив.
Янев закінчив військове артилерійське училище в Шумені (нині факультет Національного військового університету імені Василя Левського) і розпочав військову кар'єру в 1983 році, коли був призначений командиром артилерійського взводу в Асеновграді.

## Військова кар'єра
Янев був командиром дивізіону реактивної артилерії 4-го армійського артилерійського полку в Асеновграді (1993—1996).
В 1996—1998 роках був старшим експертом Департаменту міжнародного співробітництва Міністерства оборони.
Працював спеціалістом з аналізу в Департаменті планування та програмування Координаційної групи ПЗМ у Бельгії (1998—2000).
В 2000—2001 рр був старшим помічником начальника відділу стратегічного планування Генерального штабу болгарської армії.
В 2001—2002 рік був державним експертом Управління євроатлантичної інтеграції Міністерства оборони.

До 2004 року він був начальником відділу в Управлінні євроатлантичної інтеграції Міністерства оборони.
Янев закінчив Національний університет оборони у Вашингтоні.
В 2005—2007 рр був керівником відділу трансформації Контртерористичного центру НАТО в Анкарі.
В 2007—2010 роках — директор Департаменту оборонної політики Міноборони.
1 липня 2009 року призначений директором Управління політики безпеки і оборони та надано звання бригадного генерала.
3 травня 2010 року він був призначений директором Управління оборонної політики, який набув чинності з 25 травня.
24 лютого 2011 року він був звільнений з посади, пізніше обіймав посаду військового аташе в Сполучених Штатах.
2 травня 2014 року очолив Національний військовий університет імені Василя Левського.
Був звільнений 9 числа наступного місяця, а також звільнений з військової служби 9 червня 2014 року.

## Політична кар'єра (2017— дотепер)
27 січня-4 травня 2017: віце-прем'єр-міністром і міністром оборони Республіки Болгарія у тимчасовому уряді Огняна Герджикова, а згодом — секретар безпеки і оборони президента Румена Радева.

### Прем'єр-міністр (2021)
Був призначений на посаду прем'єр-міністра Болгарії президентом Руменом Радевим 12 травня 2021 року, змінивши Бойка Борисова.
13 грудня 2021 року його змінив Кирил Петков.